# Hainewalde
Hainewalde (oberlausitzisch: Heenewaale) ist eine sächsische Gemeinde im Landkreis Görlitz. Sie liegt in der Oberlausitz nahe der deutsch-tschechischen Grenze und gehört zur Verwaltungsgemeinschaft Großschönau-Hainewalde.

## Geografie und Verkehr

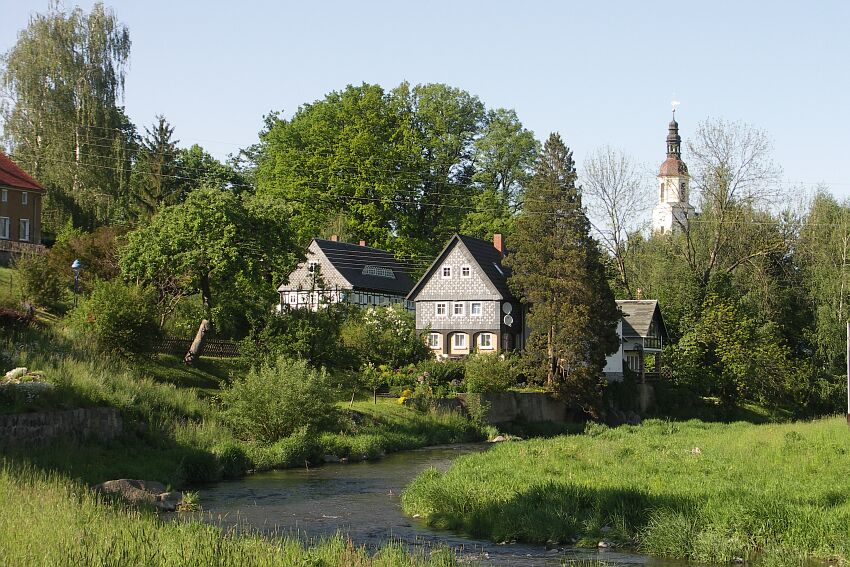
An der Mandau, Blick zur Kirche

Die Gemeinde Hainewalde liegt im südwestlichen Teil des Landkreises. Sie liegt etwa zehn Kilometer westlich von Zittau im Vorland des Zittauer Gebirges und wird von der Mandau durchflossen. Sie grenzt südlich an den vor dem Zittauer Gebirge gelegenen Breiteberg, welcher als Hausberg von Hainewalde betrachtet wird.
Westlich des Gemeindegebietes verläuft die Grenze zur Tschechischen Republik. Die Gemeinde befindet sich an der Bahnstrecke Zittau–Varnsdorf, wobei der Bahnhof stündlich von Zügen der Länderbahn (Markenname „Trilex“) in Richtung Seifhennersdorf und Liberec bedient wird. Nördlich der Gemeinde verläuft die Bundesstraße 96 im Abschnitt Löbau–Zittau.

## Geschichte

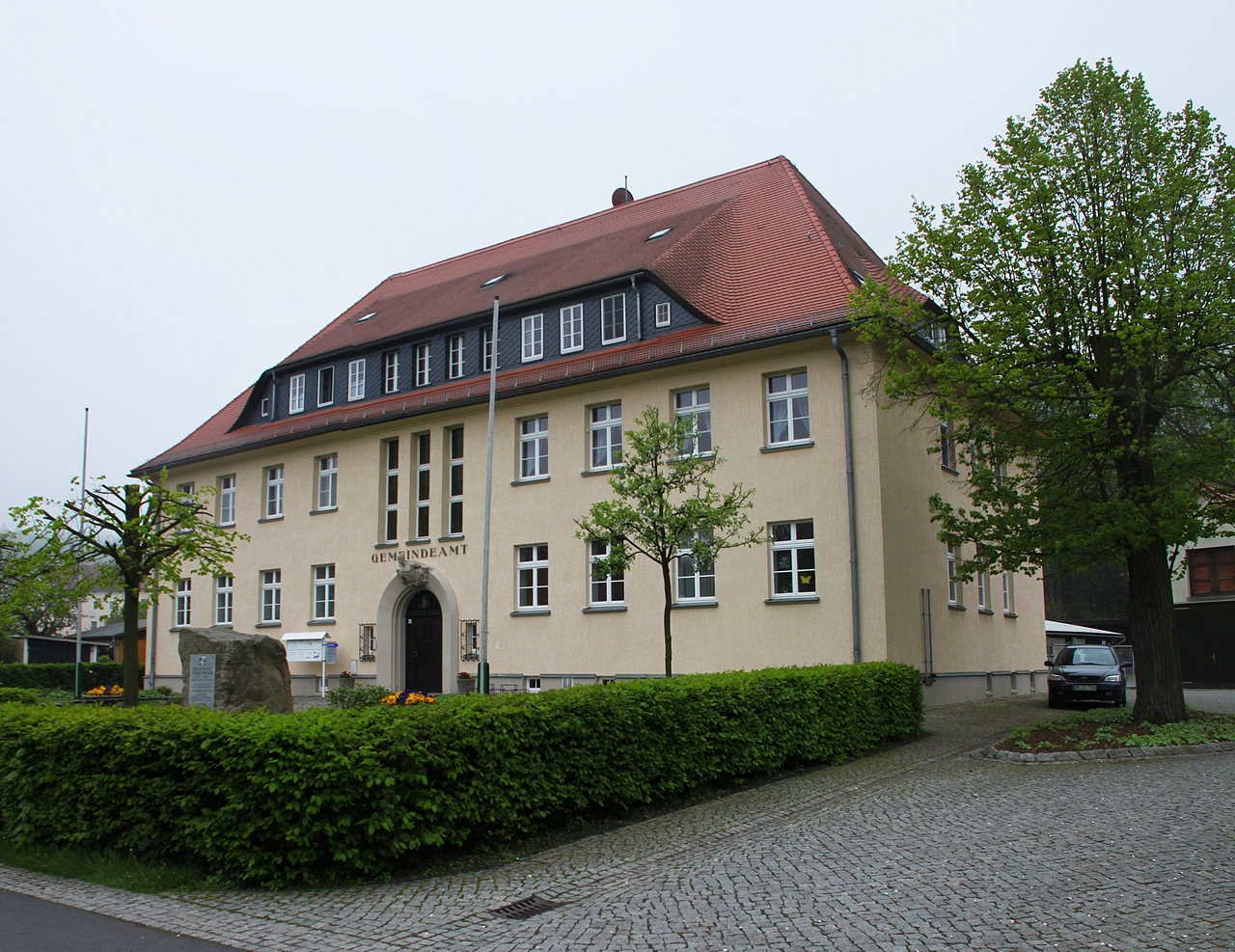
Blick auf das 1926 erbaute Gemeindeamt

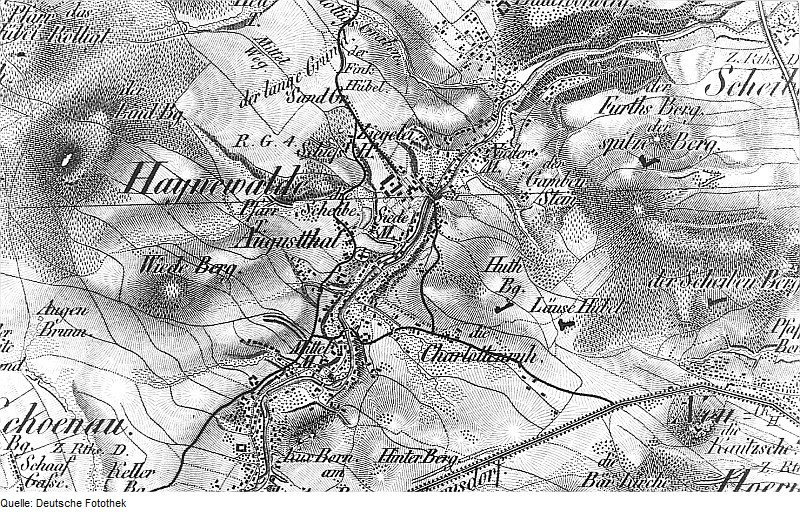
Karte von Oberreit mit nördl. Teil von Hainewalde um 1845

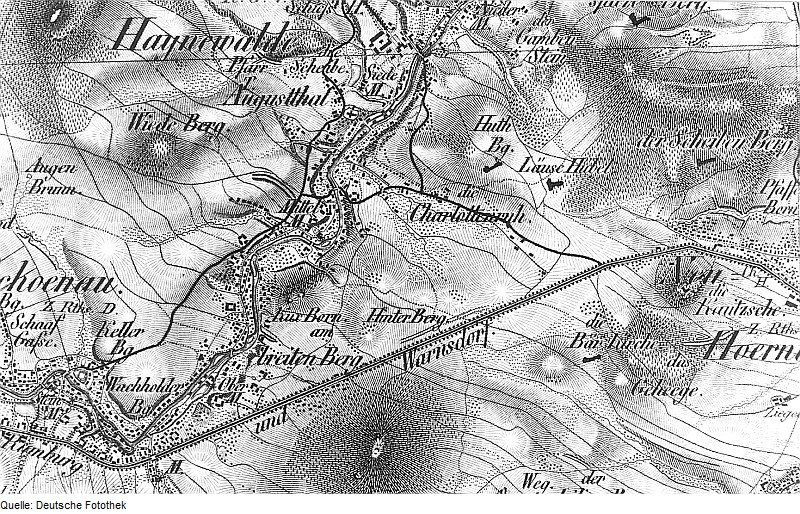
Karte von Oberreit mit südl. Teil von Hainewalde um 1845

Hainewalde wurde im Zuge der feudalen deutschen Ostsiedlung von den Siedlern entlang des Mandautales als Waldhufendorf angelegt. Der Ort wurde 1326 urkundlich als „Heyninwalde“ erwähnt. Der Ortsname ist wahrscheinlich vom Ortsgründer „Hener“, „Heno“, „Hening“ oder „Heinrich“ abzuleiten.
Im Jahr 1392 wurde das Alte Schloss (Torhaus) als Rittergut erbaut.
Während der Hussitenkriege wurden die Hussiten am Breiteberg, an dem sie mit ihrer großen Beute nach Böhmen vorbeizogen, von im Gehölz versteckten Zittauern angegriffen. Dabei kamen 150 Mann ums Leben.
Am 20. September 1546 wurde Ulrich von Nostitz mit Hainewalde belehnt. Nach seinem Tod 1552 übernahm sein Sohn Christoph von Nostitz (1533 bis 10. Februar 1576) die Herrschaft.
1564 erfolgte der Bau des Alten Schlosses, welches 1780 teilweise und 1845 vollständig abgetragen wurde.
Nach dem Prager Frieden fiel die Oberlausitz und damit Hainewalde 1636 an Sachsen, wobei jedoch weitgehende Zugeständnisse an Eigenständigkeit und Religionsfreiheit gemacht wurden. Um 1650 zog dies einige böhmische Exulanten an, die die Einwohnerzahl vergrößerten. Sie brachten die Haarbodenweberei und Siebherstellung nach Hainewalde und trugen so zu einem wirtschaftlichen Aufschwung bei.
1749 bis 1755 ließ der preußische Kammerherr Samuel Friedrich von Kanitz das Neue Schloss errichten. Es erhebt sich noch heute eindrucksvoll über einem terrassierten Berghang. 1778 fiel der Besitz Hainewalde im Wege der Erbfolge an die mit der Familie von Kanitz verschwägerte Familie von Kyaw, die diesen am 12. März 1927 an die Gemeinde Großschönau verkaufte.
Am 26. März 1933 wurde es von der Schutzwache des SA-Sturmbannes III-102 aus Dresden besetzt, welche für politische Gefangene ein provisorisches Konzentrationslager einrichtete, in dem zwischen 450 und 1.000 Häftlinge eingekerkert und misshandelt wurden, unter ihnen die Juden besonders. Bereits am 28. März 1933 trafen die ersten Gefangenentransporte ein. Am 10. August 1933 wurde das KZ Hainewalde wieder aufgelöst. Nach dem Zweiten Weltkrieg diente es unterschiedlichen Nutzungen. Seit 1972 steht es leer und verfällt. 2000 wurde der „Förderverein zur Erhaltung des Kanitz-Kyawschen Schlosses Hainewalde e. V.“ gegründet. So konnte im Jahr 2007 mit der Sanierung des Ostflügels begonnen werden.

## Politik

### Gemeinderat
Bei der Gemeinderatswahl am 9. Juni 2024 gingen alle 12 Sitze des Gemeinderates an die Bürger für Hainewalde (+ 5 Sitze im Vergleich zu 2019), das Bürgerkomitee Hainewalde (− 4 Sitze) sowie die AfD (− 1 Sitz) traten nicht mehr an, die Einzelvorschläge erreichten nicht den nötigen Stimmenanteil für einen Sitz im Gemeinderat.
| Liste                    | 2024   | 2024   | 2019       | 2019       | 2014       | 2014       |
| Liste                    | Sitze  | in %   | Sitze      | in %       | Sitze      | in %       |
| ------------------------ | ------ | ------ | ---------- | ---------- | ---------- | ---------- |
| Bürger für Hainewalde    | 12     | 97,8   | 7          | 51,4       | 4          | 31,5       |
| Einzelvorschläge         | –      | 2,2    | unzulässig | unzulässig | unzulässig | unzulässig |
| Bürgerkomitee Hainewalde | –      | –      | 4          | 39,2       | 6          | 54,3       |
| AfD                      | –      | –      | 1          | 9,4        | –          | –          |
| CDU                      | –      | –      | –          | –          | 1          | 10,8       |
| SPD                      | –      | –      | –          | –          | –          | 3,4        |
| Wahlbeteiligung          | 79,0 % | 79,0 % | 69,8 %     | 69,8 %     | 57,2 %     | 57,2 %     |

### Bürgermeister
Andreas Mory (Bürger für Hainewalde) wurde bei der Wahl am 12. Juni 2022 mit einem Stimmenanteil von 50,3 % in das Ehrenamt gewählt. Er war Nachfolger von Jürgen Walther, der nicht erneut kandidiert hatte. Zum 31. Mai 2024 trat Mory zurück. Zum Nachfolger Morys wurde im November 2024 Karsten Koroschetz gewählt, der Mory 2022 noch unterlag.
| Wahl | Bürgermeister       | Vorschlag  | Wahlergebnis (in %) |
| ---- | ------------------- | ---------- | ------------------- |
| 2024 | Karsten Koroschetz  | Koroschetz | 53,5                |
| 2022 | Marcus Andreas Mory | Mory       | 50,3                |
| 2015 | Jürgen Walther      | BK         | 98,1                |
| 2008 | Jürgen Walther      | BK         | 97,8                |
| 2001 | Jürgen Walther      | BK         | 76,3                |

## Kultur und Sehenswürdigkeiten
siehe auch: Liste der Kulturdenkmale in Hainewalde

### Sehenswürdigkeiten
- Umgebindehäuser

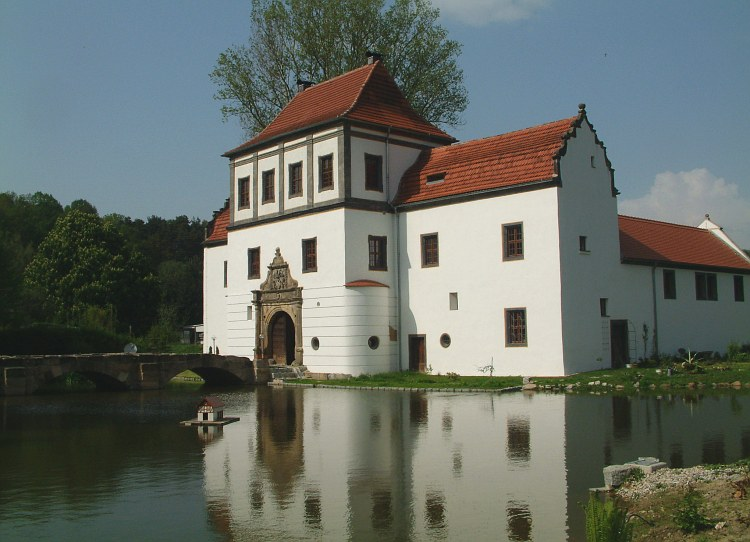
Wasserschloss

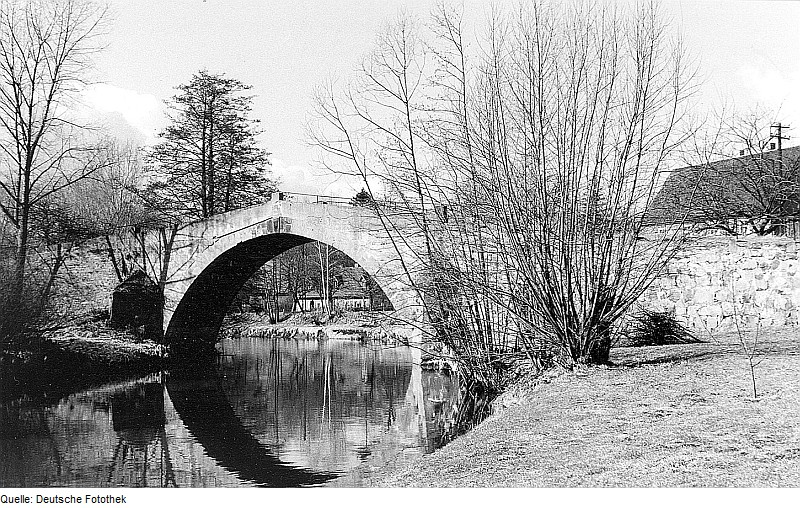
Himmelsbrücke

- Kirche von 1705 (Grundsteinlegung am 15. April) bis 1711 (Einweihung am 7. Okt.) erbaut (Bauruhe vom 6. Sept. 1706 bis Frühjahr 1708 wegen Kriegsunruhen, Baukosten 11.064 Taler, 10 Groschen und 3½ Pfennig)[10]

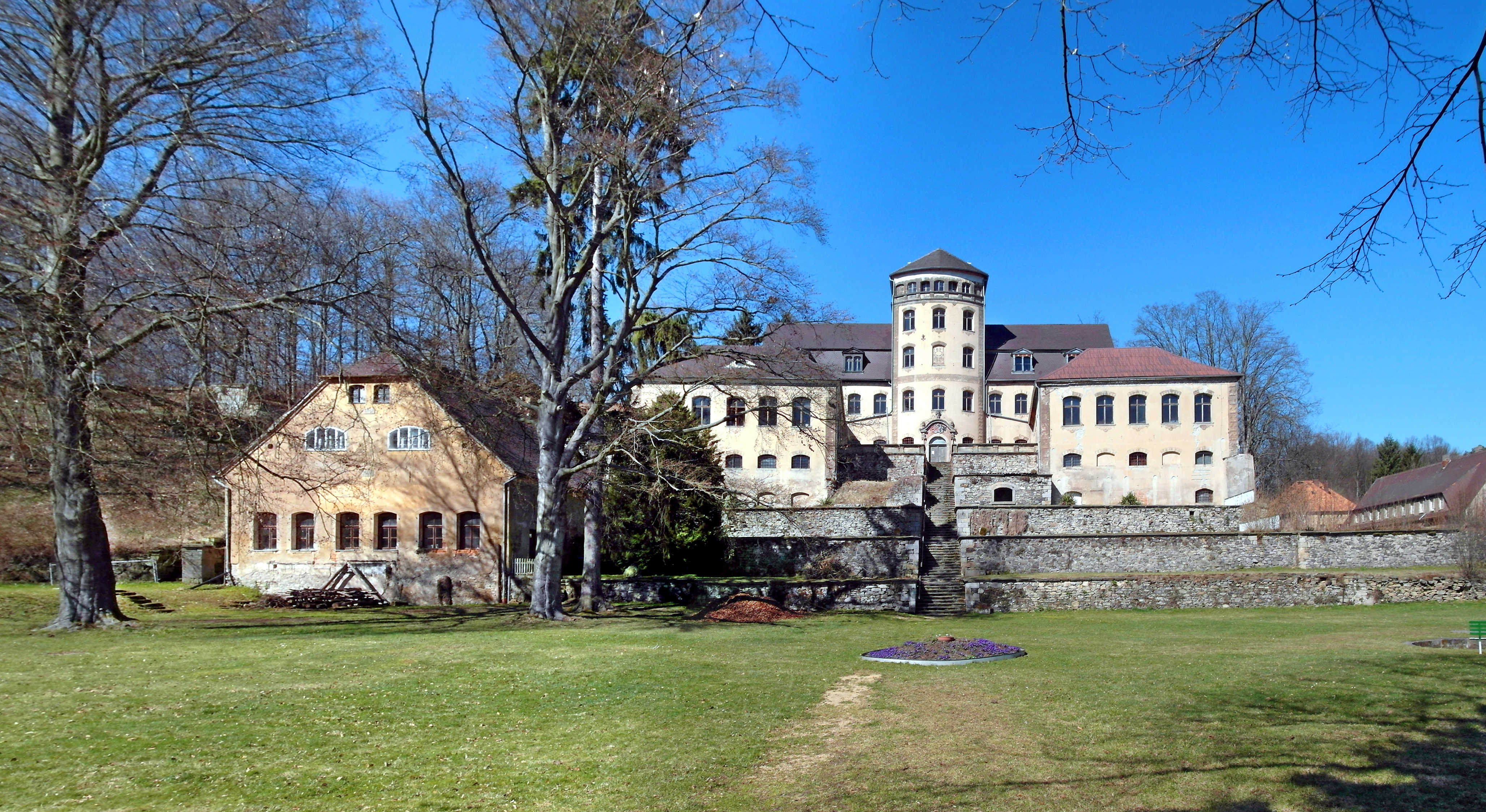
Schloss Hainewalde

- Schloss HainewaldeWasserschloss: Im nördlichen Teil der Anlage des Schlossparkes befindet sich das Torhaus des unter der Herrschaft der Familie von Nostitz errichteten Alten Schlosses. Von dieser einstigen Wasserburg in etwa quadratischer Grundform mit Innenhof ist nach dem Abbruch im Jahre 1780 lediglich das Torgebäude mit seinem westseitigen Renaissanceportal erhalten geblieben.
- Schloss Hainewalde: Von 1749 bis 1755 wurde das Neue Schloss zusammen mit der terrassierten barocken Gartenanlage unter der Herrschaft der Familie von Kanitz-Kyaw erbaut. 1883 wurde das Schloss renoviert und die Außenfassade ihrer Barockelemente beraubt. Stattdessen erhielt sie italisierende Sgraffiti.
- barocke Gruft der Familie Kanitz-Kyaw auf dem Friedhof von 1715
- Hausberg Breiteberg mit Aussichtsturm, Bergbaude und Querxhöhle
- Roschertal flussabwärts entlang der Mandau
- Himmelsbrücke, einbogige Bogenbrücke von 1832 über die Mandau

### Gedenkstätten
Ein Gedenkstein am Eingang des Schlossgartens erinnert an Widerstandskämpfer und Opfer des Faschismus.

### Naturschutz
- Siehe auch: Liste der Naturdenkmale in Hainewalde

### Kultur
Es gibt mehrere Vereine im Ort. Über die Ortsgrenzen bekannt ist das Roaperradl, in dem monatlich Kulturveranstaltungen organisiert werden.

### Regelmäßige Veranstaltungen
- Rassekaninchen- und Geflügelschau
- Hainewalder Weihnachtsmarkt
- Schlossfest Hainewalde
- Fussballfest Hainewalde

## Wirtschaft
In Hainewalde war unter anderem seit 1899 der Getränkehersteller Menschel-Limo GmbH mit zwölf Mitarbeitern ansässig. Er produzierte 2019 8.000 Hektoliter, bei einem Angebot von 16 Limonadensorten. 2023 ist das Unternehmen nach Großschönau umgezogen.

## Persönlichkeiten
- Gottlob Friedrich Seligmann (1654–1707), lutherischer Theologe
- Daniel Neumann (1717–1783), Pfarrer in Hainewalde von 1761 bis 1783
- Carl Wilhelm Dornick (1791–1873), evangelisch-lutherischer Pfarrer und Heimatforscher
- Karl August Wünsche (1838–1912), Theologe und Orientalist
- Helmut Kriegel (* 1923), Gewerkschafter